# Тамари, Нехемья
Нехемья Тама́ри (ивр. נחמיה תמרי‎; 17 ноября 1946, Эйн-Харод, Палестина (Израиль) — 12 января 1994, Иерусалим, Израиль) — генерал-майор Армии обороны Израиля, погибший в крушении вертолёта во время службы; в последней должности: Командующий Центральным военным округом Армии обороны Израиля.

## Биография
Нехемья Тамари родился в семье Цви и Мирьям Тамари в кибуце Эйн-Харод в Изреельской долине. Был назван в честь Нехемьи Шайна, бойца «Пальмаха», погибшего в ходе антибританской операции (известной как «Ночь мостов») по подрыву мостов в июне 1946 года.
Рос в мошаве Бней-Атарот, там же окончил начальную школу. Затем учился в школе имени Блиха (ивр. תיכון בליך‎) в Рамат-Гане. В юности активно участвовал в деятельности молодёжной организации «Ха-ноар ха-овед ве-ха-ломед».

### Военная карьера
В сентябре 1965 года Тамари был призван на службу в Армии обороны Израиля. Начал службу в отрядах «Нахаль», откуда перешёл на службу в 50-м батальоне бригады «Цанханим». После окончания курса командиров отделений служил командиром отделения, а затем вышел на офицерские курсы.
Принял участие в Шестидневной войне в боях на Синайском полуострове и в секторе Газа. По окончании офицерских курсов исполнял различные командные должности в бригаде «Цанханим». Помимо прочего, принял участие в Сражении при Караме и в операции «Петух-53».
Во время Войны Судного дня принял участие в боях на Синайском полуострове, включая бой в Вади-Мабук (ивр. קרב ואדי מבעוק‎) и битву за «Китайскую ферму», в ходе которой получил ранение.
В 1970 году возглавил разведывательную роту (ивр. פלס"ר‎) бригады «Цанханим» («Сайерет Цанханим»). В 1974 году был назначен заместителем командира спецподразделения «Сайерет Маткаль». В этой должности, помимо прочего, командовал одним из отрядов в операции по освобождению заложников в гостинице «Савой» 5 марта 1975 года.
Затем служил помощником главы Управления разведки по оперативным вопросам, после чего возглавил 890-й батальон бригады «Цанханим» (батальон «Эфа»). В период командования Тамари бойцы батальона приняли участие, помимо прочего, в операции «Энтеббе».
С 1978 по 1980 год возглавлял «Сайерет Маткаль». Затем командовал 623-й резервной десантной бригадой (ивр. חטיבה 55‎), в том числе в период Ливанской войны.
С января 1984 по январь 1985 года Тамари возглавлял бригаду «Нахаль», а затем, до 1986 года, командовал бригадой «Цанханим».
Затем был назначен командиром бронетанковой дивизии «Идан», а с 1988 по 1990 год командовал территориальной дивизией «Ха-Галиль».
В соответствии с планом Израиля по атаке в западном Ираке в ходе Войны в Персидском заливе в начале 1991 года в качестве ответа на обстрел территории Израиля иракскими баллистическими ракетами предполагалось, что Тамари возглавит в рамках данной операции сухопутные силы, включающие бойцов израильских спецподразделений и боевые бронированные машины, однако план не осуществился ввиду возражения США против вмешательства Израиля в военные действия в Ираке.
В ноябре 1991 года был назначен командиром корпуса и помощником заместителя Начальника Генштаба армии. В этой должности был повышен в звании до генерал-майора. В должности помощника заместителя Начальника Генштаба также возглавлял, помимо прочего, комиссию по расследованию обстоятельств теракта 14 февраля 1992, в ходе которого боевиками, проникшими на военную базу, были убиты трое новобранцев бригады «Нахаль» (ивр. ליל הקילשונים‎).
В 1993 году Тамари был назначен Командующим Центральным военным округом, сменив на посту генерал-майора Дани Ятома.
12 января 1994 года вертолёт «Bell 206», в котором Тамари возвращался из выезда по тревоге в район Бейт-Шеанской впадины, потерпел крушение, зацепившись за антенну на подлёте к базе Центрального военного округа. Тамари, его адъютант (майор Офир Кауфман) и двое лётчиков (капитан Асаф Ашер и капитан Офри Йоэли) погибли при крушении.
Тамари был похоронен на военном кладбище «Кирьят Шауль» в Тель-Авиве.
Считалось, что, если бы Тамари остался в живых, у него были бы значительные шансы возглавить в дальнейшем Генеральный штаб армии.

### Образование и личная жизнь
За время службы Тамари получил степень бакалавра Тель-Авивского университета (в области исследования Ближнего Востока) и степень магистра Хайфского университета (в области политологии). Также окончил учёбу Командно-штабном колледже и в Колледже национальной безопасности Армии обороны Израиля, а также в Командно-штабном колледже Корпуса морской пехоты США.
Тамари был женат на Хане Тамари и имел троих детей (сыновей Юваля и Идо и дочь Рони). Юваль Тамари, активист левой организации «Зохрот», стал известен как один из офицеров-резервистов, подписавших петицию с заявлением об отказе проходить службу на контролируемых Израилем территориях по соображениям совести.
Оба брата Тамари, Дов и Шай, дослужили в армии до звания бригадного генерала.

## Увековечение памяти
В память о генерал-майоре Нехемье Тамари его именем были названы улицы в городах Холон, Рамат-Ган и Кирьят-Моцкин. Также его именем была названа начальная школа в городе Ор-Акива.
Министерство образования Израиля учредило «Знак качества, отличия и лидерства» имени Нехемьи Тамари, ежегодно вручаемый старшеклассникам, совмещающим достижения в учёбе с активной общественной деятельностью.
База Центрального военного округа в районе Неве-Яаков в Иерусалиме была переименована и названа «Мецудат Нехемья» («Крепость Нехемьи»).